# Susana e o Presidente
Suzana e o Presidente é um filme brasileiro de comédia produzido em 1951 pela Companhia Cinematográfica Maristela, em São Paulo e dirigido por Ruggero Jacobbi. Baseado no filme italiano La Segretaria per tutti, de 1932. Números musicais com Neide Fraga e Arrelia. No clímax do filme, cenas de uma partida de futebol com grandes jogadas (inclusive uma bicicleta) e gols de Leônidas da Silva, o "diamante negro".
O filme também foi exibido no Estados Unidos.

## Elenco
- Vera Nunes...Suzana
- Orlando Vilar...Roberto
- Luciano Gregory...Dr. Gratiliano
- Arrelia...Genarino (Recepcionista e cantor de cantina nas horas vagas)
- Jaime Barcelos...mensageiro
- Leônidas da Silva...Ele mesmo
- Leila Parisi
- Armando Couto
- Diná Lisboa
- Xandó Batista
- Zilá Maria
- Benedito Corsi
- Margot Bittencourt
- Elisio de Albuquerque
- Ilema de Castro
- Otelo Zeloni...candidato ao emprego

## Sinopse
Suzana é uma moça do interior que resolve vir trabalhar em São Paulo depois de uma desilusão amorosa. Vai morar na Pensão Primavera de Dona Olga (conforme uma cena, localizada na rua Francisco Rodrigues, que existe realmente e que fica no bairro do Jaçanã, onde também ficava localizado o Estúdio da Maristela), exclusiva para moças. Usando de alguns truque que aprendera com as companheiras de quarto, Suzana consegue um emprego na CFS - Companhia Federal de Seguros, mas começa a sofrer o assédio de seu chefe, o Doutro Gratiliano. Ao não ceder, recebe uma carga extra de trabalho. Na saída, tromba com o presidente, Roberto, que se faz passar por um empregado comum e se oferece para ajudá-la. Roberto começa a namorar com a moça e continua a farsa, com a ajuda do recepcionista trapalhão Genarino. Mas Roberto também está preocupado com o time de futebol da companhia que disputa um campeonato amador, e manda chamar o ex-profissional Leônidas da Silva para ajudar na recuperação.